# Farcaș

Formațiuni politice românești în secolele IX - XIII

Farcaș (sau Fărcaș) a fost un cneaz/voievod din sudul Olteniei, pe râul Lotru (secolul XIII). Printr-o diplomă din 1247, regele Ungariei a acordat pentru 25 de ani Ordinului Cavalerilor Ioaniți, Țara Severinului toată, cu cnezatele lui Ioan și Farcaș până la râul Olt, dar fără țara lui Litovoi și fără țara lui Seneslau, care rămâneau în continuare stăpâni așa cum fuseseră și până atunci. După cum reiese din acest act, Farcaș era un mic conducător local, care stăpânea o parte din Oltenia. Nicolae Iorga afirma că Farcaș ar fi stăpânit un teritoriu în sudul județului Vâlcea, pentru că numele de „farcaș” înseamnă în maghiară „lup”, la fel însemnând și slavonescul „vâlc”.